# 久下貴史
久下 貴史（くげ たかし、1948年 - ） は、日本の画家。京都府生まれ。

## 人物
1982年、「週刊朝日」の山藤章二似顔絵塾にて第1回大賞を受賞。安岡章太郎『大世紀末サーカス』、早坂暁『ダウンタウン・ヒーローズ』、山田風太郎『神曲崩壊』の挿絵を担当する。
1986年からニューヨークを拠点に活動。猫を画題とした作品で知られ、その作品世界は、「マンハッタナーズ」のブランド名で商品化されている。

## 著作
- 『マーベリック・クマ-いとしの天使猫』 世界文化社、2007年。
- 『久下貴史作品集-twenty years in New York』 エム・ピー・シー、2008年。